# Kazimierz Barburski
Kazimierz Zygfryd Barburski, pseud. Barbur (ur. 7 sierpnia 1942 w Łodzi, zm. 26 maja 2016 tamże) – polski szermierz i wojskowy, medalista olimpijski i wielokrotny mistrz Polski.

## Życiorys
Urodził się w Łodzi, mieszkał w tamtejszych Bałutach. Był synem Zygfryda Barburskiego i Ireny Dziwulskiej. W czasie kariery zawodniczej ważył 77 kg przy 180 cm wzrostu. Trenował szermierkę w LPŻ Łódź, pod okiem trenera Jerzego Rybickiego. Był szpadzistą, ale walczył również floretem. Od 1962 był zawodnikiem warszawskiej Legii, gdzie – podobnie jak w kadrze narodowej – jego trenerem był Andrzej Przeździecki. W 1962 zdobył brązowy medal podczas mistrzostw świata juniorów w Kairze. W latach 1964–1969 wraz z Legią sześć razy z rzędu zdobywał drużynowe mistrzostwo Polski w szpadzie, a w 1965 również we florecie. W 1967 zajął trzecie miejsce indywidualnie i otrzymał brązowy medal mistrzostw Polski w szpadzie, a wraz z drużyną narodową, zdobył 5. miejsce na mistrzostwach świata w Montrealu.
Na igrzyskach w Meksyku (1968) – wraz z drużyną w składzie Bohdan Andrzejewski, Michał Butkiewicz, Bohdan Gonsior, Henryk Nielaba – zdobył brązowy medal w szpadzie.
Na mistrzostwach świata w Ankarze (1970) wywalczył wraz z drużyną wicemistrzostwo w szpadzie, w tym samym roku ukończył Liceum Ogólnokształcące dla Pracujących w Warszawie. W latach 1971–1973 wraz z Legią zdobył koleje trzy drużynowe mistrzostwa. Pojechał również na igrzyska w Monachium (1972), gdzie Polacy zajęli 6. miejsce.
Rok po igrzyskach zdobył brązowy medal mistrzostw Polski, w 1974 wywalczył indywidualne mistrzostwo Polski w szpadzie, zaś w 1975 po raz dziesiąty został drużynowym mistrzem Polski w szpadzie.
Karierę zakończył w 1976. Będąc zawodnikiem Legii był jednocześnie wojskowym. Wojsko opuścił w stopniu starszego sierżanta sztabowego. Otrzymał tytuł Mistrza Sportu. Pracował jako instruktor szermierki w Warszawie.